# 花籠
花籠（はなかご）
- 竹ひごを編み込んで作られた竹細工の花生け。
- 日本相撲協会の年寄名跡のひとつ。以下本項で詳述。

花籠（はなかご）は、日本相撲協会の年寄名跡のひとつ。初代・花籠が四股名として名乗っていたものであるが、その由来は定かではない。

## 名跡の変遷
1953年に11代花籠（大ノ海）が興した花籠部屋は若乃花や輪島を始めとする多数の有力力士を輩出し、相撲界の名門部屋となった。1981年、停年間近であった11代花籠とバトンタッチする形で、11代の娘婿である輪島が12代花籠を襲名して花籠部屋を継承したが、年寄名跡を担保に入れて多額の借金をするという事実が発覚すると、1985年12月に12代花籠は廃業を表明、関係者は後継者を決定することができずに花籠部屋は消滅した。
11代花籠の次男は山梨県上野原町で不動産開発会社の代表を務めていたが、かつての名門であり当時は閉鎖となった花籠部屋を再興するため、相撲関係者ではない人物に渡っていた本名跡を2億5000万円で買い戻した。しかし年寄名跡を襲名継承するのに必要な資格はないため、自ら花籠部屋を継承運営することはできなかった。
11代花籠の弟子である10代二子山（若乃花）は、11代次男のことを幼少の頃から知っており、結婚式の際には仲人も務めていた。10代二子山は事情を知ると、自らの弟子で二子山部屋の力士であった太寿山を花籠部屋の後継者として推薦し、次男は自らの会社の本拠地である山梨県上野原町での相撲部屋開設を条件として名跡を譲渡した。これにより1992年、15代花籠（元太寿山）により花籠部屋が開設された。しかし他部屋への出稽古や新規入門者の相撲教習所通学に支障をきたしたため、1996年12月に部屋を東京都墨田区両国に移転。これに反発した11代次男は東京地方裁判所に年寄名跡の返還を求める民事訴訟を起こしたが、1998年9月、裁判は15代側が勝訴して決着した。

## 花籠の代々
- 代目の太字は、部屋持ち親方。

| 代目 | 引退時しこ名 | 最高位 | 現役時の所属部屋              | 襲名期間                              | 備考                    |
| ---- | ------------ | ------ | ----------------------------- | ------------------------------------- | ----------------------- |
| 初代 | 花籠与市     | ---    | ---                           |                                       |                         |
| 2代  | 住ノ江平五郎 | ---    | 音羽山部屋                    |                                       |                         |
| 3代  | 立岩万太郎   | ---    | 花籠部屋                      |                                       |                         |
| 4代  | 盤石岩右衛門 | ---    | 境川部屋                      |                                       |                         |
| 5代  | 盤石岩右衛門 | ---    | 花籠部屋                      |                                       |                         |
| 6代  | 花車栄蔵     | ---    | 花籠部屋                      |                                       |                         |
| 7代  | 大灘圑介     | ---    | 玉垣部屋                      |                                       |                         |
| 8代  | 荒岩亀之助   | 大関   | 陣幕（大阪相撲）-尾車部屋     | 1909年1月-1920年9月（死去）           |                         |
| 9代  | 三杦磯善七   | 関脇   | 尾車-峰崎-片男波-伊勢ノ海部屋 | 1929年3月-1951年4月（死去）           |                         |
| 10代 | 照錦富治     | 十4    | 伊勢ノ海-花籠部屋             | 1952年5月-1953年5月                   | 13代放駒に名跡変更      |
| 11代 | 大ノ海久光   | 前3    | 二所ノ関部屋                  | 1953年5月-1981年3月（廃業）           |                         |
| 12代 | 輪島大士     | 横綱   | 花籠部屋                      | 1981年3月-1985年12月（廃業）          | 11代目の娘婿            |
| 13代 | 花乃湖健     | 小結   | 花籠-放駒部屋                 | 1989年7月-1990年6月（廃業）           | 借株                    |
| 14代 | 若獅子茂憲   | 小結   | 二子山部屋                    | 1990年9月-1991年5月                   | 借株 14代竹縄に名跡変更 |
| 15代 | 太寿山忠明   | 関脇   | 二子山部屋                    | 1991年5月-2024年4月（停年(定年)退職） |                         |
| 15代 | 太寿山忠明   | 関脇   | 二子山部屋                    | 2024年4月-                            | 再雇用                  |